# 프랑포네

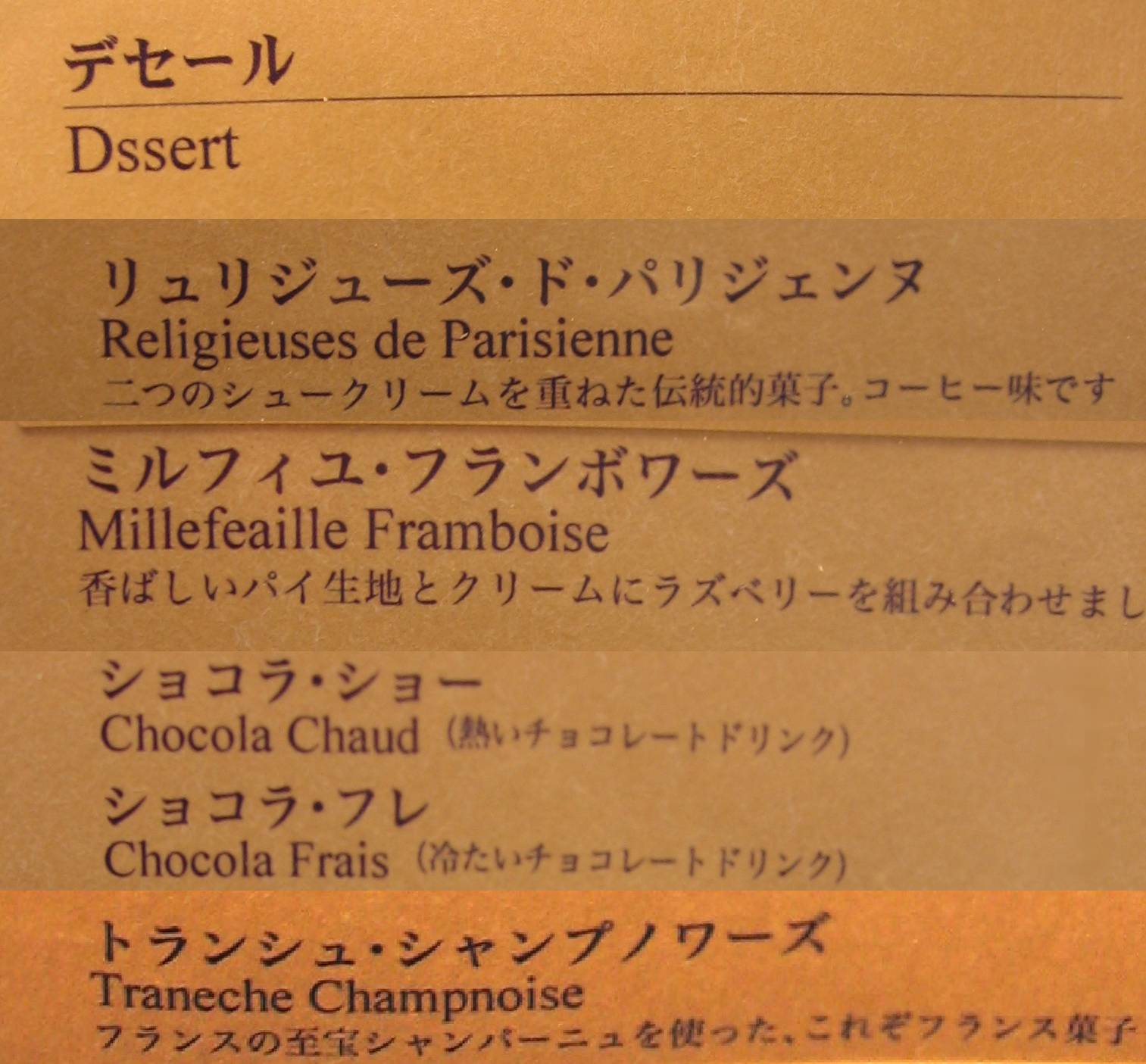
프랑포네의 예

프랑포네(Franponais)는 일본에서 쓰이는 원래 프랑스어 문법에 맞지 않는 잘못된 프랑스어를 가리키는 말이다. 명칭의 유래는 français+japonais. 이 외에 framponais, flançais, flanponais 등으로도 쓰는데 이것은 일본인들이 r과 l 발음을 구별하지 않는데서 유래된 깐죽거리는 느낌의 말이다. (영어 버전은 Engrish) 프랑스어는 일본내의 프랑스 레스토랑이나 가게등에서 고급스런 느낌을 주기 위해 종종 쓰이는데, 대부분 본토 프랑스인의 검증을 받지 않고, 일본인이 프랑스어에 그리 능숙하지 못하기 때문에 철자, 문법, 표현 등에서 틀린 표현이 많다. 프랑스어를 할 줄 아는 여행자들은 프랑포네에 대해 다양한 반응을 보이는데, 어이없어 하기도 하고 재미있어 하기도 한다.